# Grupa Azoty Zakłady Azotowe Kędzierzyn

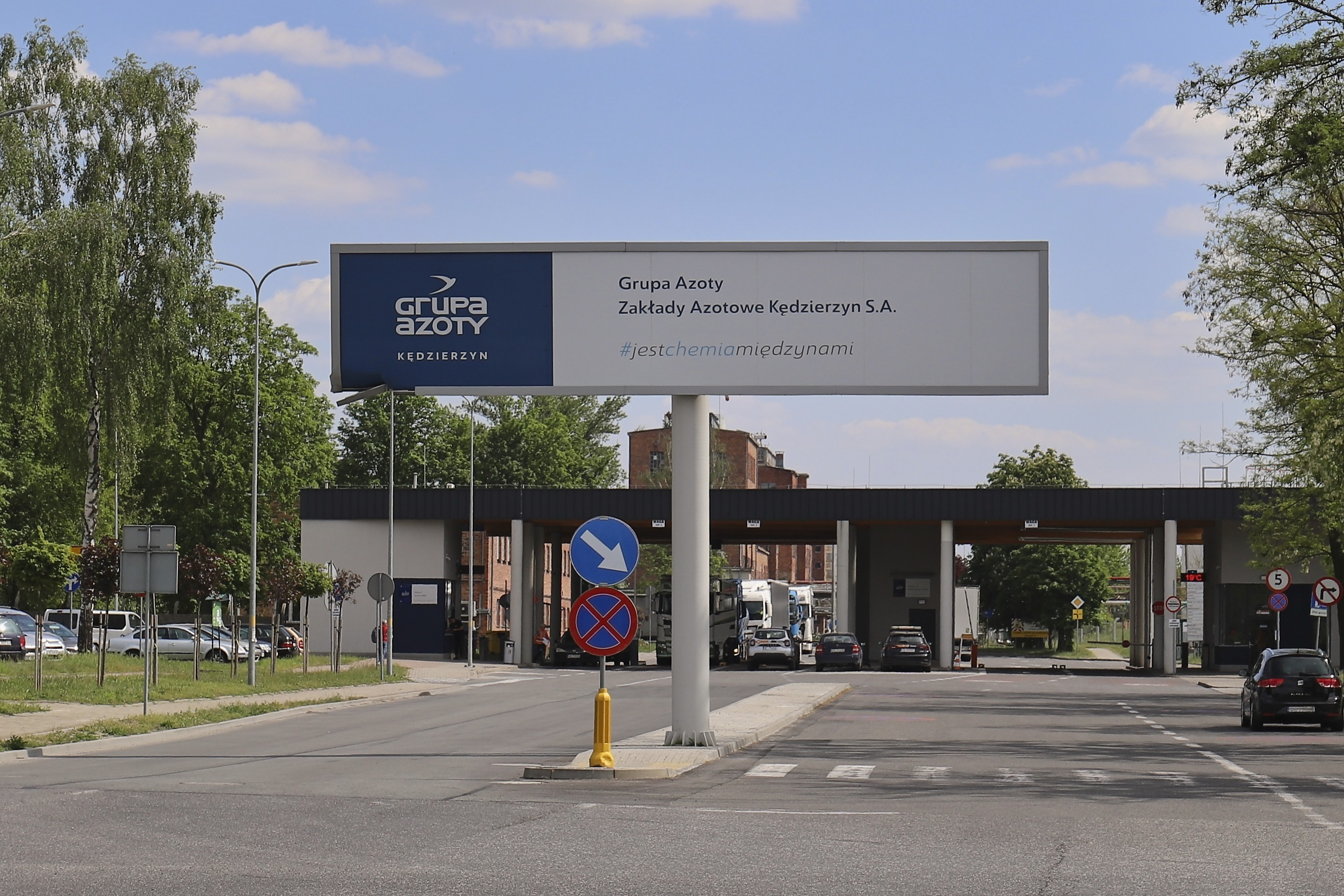
Wejście główne

Grupa Azoty Zakłady Azotowe Kędzierzyn lub Grupa Azoty ZAK (do grudnia 2012 r. – ZAK Spółka Akcyjna) – polskie przedsiębiorstwo chemiczne z siedzibą w Kędzierzynie-Koźlu (w dzielnicy Azoty) w województwie opolskim. Działalność spółki opiera się na dwóch równoważnych segmentach:
- segment nawozowy z markami Salmag, ZAKsan i RSM,
- segment OXO obejmujący plastyfikatory oraz alkohole.

Produkcja jest przeznaczona dla rolnictwa, budownictwa, przetwórstwa chemicznego i przemysłu tworzyw sztucznych. W skład Grupy Kapitałowej Grupy Azoty ZAK wchodzą spółki: ZAKSA SA, Grupa Azoty „Koltar” Sp z o.o., Grupa Azoty PKCh sp. z o.o. i Kędzierzyńsko-Kozielski Park Przemysłowy Sp. z o.o. W 2022 r. firma zatrudniała 1589 pracowników.

## Dane o spółce
Grupa Azoty ZAK jest zarejestrowana w Krajowym Rejestrze Sądowym pod nr. 0000008993.
Dokumentacja spółki przechowywana jest w: Sądzie Rejonowym, VIII Wydział Gospodarczy Krajowego Rejestru Sądowego w Opolu.
Dane rejestrowe:
- REGON: 530544497,
- NIP: 749-00-05-094.

Kapitał zakładowy wynosi 285 064 300 zł i dzieli się na 57 012 860 akcje o wartości nominalnej 25 zł każda.

## Historia

### Powstanie zakładów
Historia ich istnienia rozpoczęła się w 1940 r., kiedy niemiecki koncern chemiczny IG Farben rozpoczął w pobliżu Kędzierzyna (ówczesna nazwa: Heydebreck O.S.) budowę zakładów chemicznych, produkujących izooktan. Zakłady miały produkować benzynę syntetyczną z węgla metodą Bergiusa. Produkcję uruchomiono pod koniec 1943 r.
Zakłady odgrywały ważną rolę w produkcji benzyny syntetycznej w czasie II wojny światowej, kiedy to alianckie lotnictwo (bombowce startowały z Włoch) przeprowadzało masowe naloty dywanowe. Bombardowania rozpoczęły się w lipcu 1944 r. i doprowadziły do zniszczenia instalacji produkcyjnych zakładów. W dniach 21 i 22 stycznia 1945 r. przeprowadzono ewakuację zakładów.
31 stycznia 1945 r. Armia Czerwona zajęła Kędzierzyn-Koźle (Heydebreck O.S.) i Azoty. Rosjanie przeprowadzili całkowity demontaż urządzeń i aparatury zakładów chemicznych. Zniszczenia osiągnęły około 80% potencjału produkcyjnego. Pozostały sprzęt wywieźli Polacy do odbudowywanych zakładów chemicznych w Oświęcimiu, Chorzowie i Tarnowie. Polacy traktowali wówczas ziemie Śląska Opolskiego jako teren niemiecki i nie zamierzali rozwijać na nich przemysłu.

### Po II wojnie światowej
W 1948 r. rząd polski podjął decyzję o wybudowaniu w Kędzierzynie trzeciej w kraju (obok Chorzowa i Mościc koło Tarnowa) fabryki nawozów sztucznych. Miała ona powstać w miejscu zniszczonych niemieckich zakładów chemicznych IG Farben. Nowa fabryka otrzymała nazwę Zakłady Przemysłu Azotowego „Kędzierzyn” z siedzibą w Bierawie. Zakłady zostały formalnie utworzone 1 stycznia 1949 r., a w październiku 1949 r. uruchomiono pierwszą instalację, produkującą rocznie 840 t wosku syntetycznego.
Sześcioletni plan rozwoju 1950-1955 przewidywał dalszą rozbudowę Zakładów Przemysłu Azotowego „Kędzierzyn”. 17 lutego 1952 r. przyjęto tymczasową nazwę fabryki: Zakłady Przemysłu Azotowego „Kędzierzyn” w budowie. 15 stycznia 1954 r. uruchomiono próbną produkcję amoniaku, kwasu azotowego i saletrzaku. Produkcja ciągła ruszyła 10 marca – datę tę uznano za oficjalne otwarcie zakładów produkujących nawozy azotowe. W tym samym roku rozpoczęto produkcję tlenu sprężonego, dicyjanodiamidu, melaminy i utrwalacza płynnego „W”. W 1954 r. wybudowano także elektrociepłownię.
W następnych latach powstały kolejne instalacje produkujące kilkadziesiąt innych wyrobów chemii organicznej i nieorganicznej. W 1955 r. rozpoczęto produkcję bezwodnika ftalowego, wosków, aminoplastów i kwasów tłuszczowych. We wrześniu 1956 r. zmieniono nazwę fabryki na Zakłady Przemysłu Azotowego „Kędzierzyn”, a w 1957 r. uruchomiono drugą linię produkującą nawozy azotowe oraz instalacje produkujące mocznik i stężony (67%) kwas azotowy.
W 1958 przy Zakładach Przemysłu Azotowego „Kędzierzyn”, Zakładach Przemysłu Bawełnianego „Frotex” w Prudniku i Hucie Małapanew w Ozimku powstały pierwsze w województwie kluby honorowych dawców krwi.

### Zakłady Azotowe „Kędzierzyn”
6 czerwca 1959 r. zmieniono nazwę fabryki na Zakłady Azotowe „Kędzierzyn”. W latach 60. uruchomiono produkcję azotynu i azotanu sodowego, formaliny, klejów mocznikowych, estrów ftalowych, melaminy i innych produktów chemicznych. W 1962 r. oddano do użytku – po raz pierwszy w Polsce – instalację do produkcji amoniaku z gazu koksowniczego.
W czerwcu 1970 r. uruchomiono port przeładunkowy na Kanale Kędzierzyńskim, który umożliwił transport drogą wodną przez Kanał Gliwicki i rzekę Odrę. W latach 70. przeprowadzono także modernizację licznych instalacji produkcyjnych, uruchamiając dodatkowo produkcję argonu i bezwodnika maleinowego. W 1978 r., dzięki uruchomieniu instalacji ciśnieniowego półspalania metanu, nastąpiło przejście przy produkcji amoniaku z koksu na gaz ziemny.
W latach 80. uruchomiono wytwórnię alkoholi OXO: oktanolu (2-etyloheksanolu), n-butanolu i izobutanolu. W ten sposób rozpoczęto produkcję komponentów tworzyw sztucznych. Uruchomiono także nową wytwórnię klejów mocznikowych i nową instalację granulacji mechanicznej saletrzaku (nowy produkt otrzymał nazwę Salmag).

### Okres III Rzeczypospolitej
W latach 1990–2005 firma przeszła szereg zmian – organizacyjnych i technicznych. 1 stycznia 1992 r. zakłady zostały przekształcone w jednoosobową Spółkę Skarbu Państwa o nazwie Zakłady Azotowe Kędzierzyn Spółka Akcyjna. W następnych latach inwestycje związane były z działaniami na rzecz ochrony środowiska: uruchomiono elektrofiltry w elektrociepłowni i nową instalację kwasu azotowego, wybudowano mechaniczno-biologiczną oczyszczalnię ścieków i nowy zbiornik stokażowy amoniaku oraz ukończono modernizację drugiego ciągu nawozowego. Dzięki tym inwestycjom Zakłady Azotowe Kędzierzyn SA zostały skreślone z listy przedsiębiorstw najbardziej uciążliwych dla środowiska.
W 2000 r. przeprowadzono restrukturyzację spółki, powołując do życia system spółek biznesu. Powstało sześć jednostek biznesowych oraz wydzielono spółki-córki, które zostały utworzone z majątku dotychczasowych służb remontowych i pomiarowych, transportowych (spółka AutoZAK), Hotelu Centralnego i Hotelu Azoty w Ustce. W 2003 r. Spółka uzyskała certyfikat jakości PN-EN ISO 9001:2001 i PN-N-18001:1999. W sierpniu 2003 r. wydzielono ze Spółki Wydział Badawczo-Produkcyjny i utworzono Spółkę „Chemzak”.
W listopadzie 2004 r. polski rząd wyraził zgodę na wniesienie 80% akcji ZAK SA do Nafty Polskiej. Stanowiło to element przyjętej do realizacji nowej strategii restrukturyzacji i prywatyzacji sektora Wielkiej Syntezy Chemicznej. W styczniu 2005 r. wyodrębniona została jednostka Klejów – Silekol Sp. z o.o., którą w grudniu tego samego roku kupił Pfleiderer Grajewo SA W 2006 r. rozpoczęto przygotowania do sprzedaży 80% akcji ZAK SA niemieckiej firmie PCC AG, jednak transakcja nie doszła do skutku z powodu zbyt niskiej ceny oferowanej przez PCC.
2007 r. był jednym z najlepszych w całej historii zakładów. Został on zamknięty z zyskiem na poziomie 129 mln zł, a przychody firmy wyniosły 1,66 mld zł. Duża część z wypracowanych profitów została przeznaczona na inwestycje, które firma zaplanowała na kolejne lata.
8 października 2010 r. otwarto w zakładach nową instalację kwasu azotowego. Jej budowa trwała 18 miesięcy i kosztowała 300 mln zł. Około 83% tej kwoty pochodziło z kredytu, udzielonego przez konsorcjum banków (BRE Bank, Kredyt Bank i PKO SA). Kredytowanie zostało wstrzymane w 2009 r., w trakcie prowadzenia inwestycji, a ponowne negocjacje trwały prawie 10 miesięcy. Podczas otwarcia instalacji był obecny ówczesny wiceminister skarbu, Adam Leszkiewicz.
W 2010 r. otwarto także nową stację uzdatniania wody, której koszt wyniósł 70 mln zł. W tym samym roku kosztem ponad 6 mln zł uruchomiono instalację do produkcji NOXy®, co zbiegło się z otrzymaniem certyfikatu na sprzedaż tego produktu.
W kolejnych latach zainicjowano prace nad projektem nowej elektrociepłowni na terenie zakładów. W maju 2014 r. został podpisany z firmą Rafako kontrakt na realizację inwestycji, natomiast w październiku 2014 r. Grupa Azoty ZAK SA zawarła umowę z Bankiem Gospodarstwa Krajowego, uzyskując finansowanie w wysokości 256 mln zł.
W latach 2011–2014 Grupa Azoty ZAK SA realizowała szereg inwestycji, m.in. uruchomienie instalacji do produkcji plastyfikatora nieftalanowego Oxoviflex– nagrodzonego tytułem „Polski Produkt Przyszłości” oraz eksperymentalnego bloku energetycznego, zrealizowanego wraz ze spółką Skotan. W listopadzie 2015 r. Grupa Azoty ZAK SA otworzyła instalację do produkcji RSM.

### Grupa Azoty Zakłady Azotowe Kędzierzyn Spółka Akcyjna
24 kwietnia 2009 r. Sąd Rejonowy w Opolu wydał postanowienie o wpisie do Rejestru Przedsiębiorców KRS zmian w Statucie Spółki, polegających na zmianie firmy Spółki na ZAK Spółka Akcyjna.
20 października 2010 r. Zakłady Azotowe w Tarnowie-Mościcach SA zostały większościowym udziałowcem ZAK SA, dzięki wejściu w posiadanie 52,6% akcji spółki. 13 października 2011 r. tarnowska spółka nabyła 40,86% akcji ZAK SA, łącznie stając się posiadaczem 93,48% akcji kędzierzyńskiej spółki. Był to kolejny – po nabyciu przez Zakłady Azotowe w Tarnowie-Mościcach SA 66% akcji Zakładów Chemicznych „Police” – krok na drodze do konsolidacji przedsiębiorstw Wielkiej Syntezy Chemicznej, którą przypieczętowała umowa pomiędzy Zakładami Azotowymi w Tarnowie-Mościcach SA a Zakładami Azotowymi Puławy SA. Dla wszystkich przedsiębiorstw wchodzących w skład Grupy Azoty, wiązało się to ze zmianą nazwy oraz rebrandingiem. Kędzierzyńska spółka po raz kolejny zmieniła nazwę na: Grupa Azoty Zakłady Azotowe Kędzierzyn SA, w skrócie – Grupa Azoty ZAK S.A.

## Zatrudnienie
Zatrudnienie w zakładach kształtowało się na następującym poziomie:
| Rok             | Liczba pracowników |
| --------------- | ------------------ |
| wrzesień 1948   | 330                |
| 31 grudnia 1948 | 1463               |
| 1955            | 7300               |
| 1975            | 7300               |
| 1999            | 2200               |
| 2005            | ok. 1600           |
| 2014            | 1569               |
| 2015            | 1567               |
| 2016            | 1568               |
| 2017            | 1577               |
| 2018            | 1570               |
| 2019            | 1547               |
| 2020            | 1528               |
| 2021            | 1562               |
| 2022            | 1589               |

## Struktura organizacyjna
Zarząd
- Mirosław Ptasiński – prezes zarządu, dyrektor generalny
- Dariusz Bednorz – wiceprezes zarządu
- Agnieszka Kurpińska – wiceprezes zarządu

Rada Nadzorcza
- Paweł Bielski – przewodniczący
- Rafał Smoła – wiceprzewodniczący
- Paweł Polański – sekretarz, członek wybrany przez pracowników spółki
- Aleksander Bogdziewicz
- Angelina Sarota
- Marek Zatorski

## Prezesi
- 1948–1949 – Konstanty Laidler[45]
- 1949–1955 – Ignacy Lis[45]
- 1955–1957 – Bronisław Twardzicki[45]
- 1957–1963 – Karol Nowak[45]
- 1964–1969 – Franciszek Górka[45]
- 1969–1977 – Jerzy Pyzikowski[45]
- 1977–1994 – Konstanty Chmielewski[45]
- 1994–1999 – Józef Sebesta[46]
- 1999–2000 – Adam Konopka[46]
- 2000–2001 – Janusz Wiśniewski[46]
- 2001–2001 – Adam Konopka[46]
- 2001 – 2006 – Jerzy Majchrzak[46]
- 14 marca 2006 – 22 maja 2006 – Wojciech Zaremba[47]
- 1 września 2006 – 10 września 2007 – Bartłomiej Cząstkiewicz[47]
- 21 kwietnia 2008 – 31 stycznia 2011 – Krzysztof Jałosiński[47]
- 1 lutego 2011 – 17 września 2012 – Jerzy Marciniak[47]
- 17 września 2012 – 6 kwietnia 2016 – Adam Leszkiewicz[48]
- 6 kwietnia 2016 – 29 czerwca 2017 – Mateusz Gramza[49]
- 30 czerwca 2017 – 28 lutego 2018 – Paweł Mortas[50]
- 1 marca 2018 – 9 kwietnia 2018 – Bogdan Tomaszek
- 10 kwietnia 2018[51] – 26 kwietnia 2021 – Sławomir Lipkowski[52]
- 27 kwietnia 2021 – 20 czerwca 2021 – Artur Kamiński[53]
- 21 czerwca 2021 – 11 września 2022 – Paweł Stańczyk[54][55]
- 23 września 2022 – luty 2024 – Filip Grzegorczyk[56][57]
- 25 kwietnia 2024 – obecnie – Mirosław Ptasiński[58]

## Struktura organizacyjna
Spółka opiera swój system organizacyjny o koncepcję centrów odpowiedzialności. W strukturze organizacyjnej można wyróżnić trzy podstawowe poziomy: strategiczny, podstawowy i pomocniczy.

## Produkcja
Trzon działalności firmy stanowią nawozy azotowe oraz plastyfikatory i alkohole OXO. Spółka produkuje również surowce chemiczne oraz energię elektryczną, energię cieplną, gaz koksowniczy i pozostałe media.

### Nawozy azotowe
- ZAKsan (saletra amonowa)
- ZAKsan 33[60]
- mocznik granulowany 46%
- Salmag
- Salmag z borem
- Salmag z siarką
- RSM

### Plastyfikatory
- Oxoviflex™ (tereftalan bis(2-etyloheksylu))[61]
- Oxofine™ DOA (adypinian bis(2-etyloheksylu))[62]
- Oxofine™ DBT (tereftalan dibutylu)[62]
- Oxofine™ TOTM[62]
- Oxofine™ Poly2K[62]

### Alkohole OXO
- 2-etyloheksanol
- izobutanol
- n-butanol
- Oktanol F (pozostałość podestylacyjna, produkty uboczne z produkcji 2-etyloheksan-1-olu)[63]

### Surowce chemiczne
- aldehyd masłowy
- aldehyd izomasłowy
- amoniak
- kwas azotowy

### Energetyka[64]
- energia elektryczna
- energia cieplna
- gaz koksowniczy
- pozostałe media

## Komunikacja
Zakłady posiadają dogodny system połączeń drogowych, wodnych i kolejowych:
- drogowy – w odległości 20 km od zakładów znajduje się autostrada A4,
- kolejowy – zakłady posiadają własną bocznicę i wewnętrzną sieć kolejową (Kędzierzyn-Koźle jest jednym z ważniejszych węzłów kolejowych w kraju),
- wodna – zakłady posiadają własny port na Kanale Kędzierzyńskim, połączony z Kanałem Gliwickim, a poprzez niego z rzeką Odrą i Morzem Bałtyckim.

## Kluby sportowe
Przedsiębiorstwo jest właścicielem klubu sportowego piłki siatkowej, uczestniczącego w rozgrywkach Polskiej Ligi Siatkówki – ZAKSA SA Jest to jeden z najbardziej utytułowanych klubów w historii polskiej siatkówki, mający na swoim koncie m.in. dziewięć tytułów Mistrza Polski (1998, 2000, 2001, 2002, 2003, 2016, 2017, 2019, 2022), dziesięciokrotny triumf w Pucharze Polski (2000, 2001, 2002, 2013, 2014, 2017, 2019, 2021, 2022, 2023), 2. miejsce w Pucharze CEV (2011) oraz trzykrotnego triumfatora w Lidze Mistrzów (2021, 2022, 2023).
Grupa Azoty ZAK angażuje się również w inne dyscypliny sportowe, sponsorując m.in. parabadmintonistę Bartłomieja Mroza, Towarzystwo Sportowe Chemik Kędzierzyn-Koźle oraz koszykarski klub Pogoń Prudnik.